# 小行星14659
小行星14659（14659 Gregoriana）是一颗绕太阳运转的小行星，为主小行星带小行星。该小行星于1999年1月15日发现。

## 轨道参数
小行星14659的轨道半长轴为2.6436847 UA，离心率为0.116。